# Acontia nubilata
Acontia nubilata är en fjärilsart som beskrevs av George Francis Hampson 1902. Acontia nubilata ingår i släktet Acontia och familjen nattflyn. Inga underarter finns listade i Catalogue of Life.